# USS Paul Jones (1921)
USS Paul Jones was een torpedobootjager van de Clemsonklasse die dienst deed bij de Amerikaanse marine van 1921 tot 1945.

## Ontwerp
Paul Jones beschikte over twee stoomturbines, die werden aangedreven door vier ketels. Dit alles had een machinevermogen van 20.000kW, waarmee het schip een topsnelheid van 35 knopen kon behalen. Als het schip met een snelheid van 15 knopen voer, kon het 9.100 kilometer afleggen.
De hoofdbewapening van Paul Jones waren de vier 102 mm kanonnen, die ieder over een eigen geschuttoren beschikte. Opvallend was dat er maar één op het voordek stond en de overige drie op het achterdek opgesteld waren. De luchtverdediging bestond uit 76 mm luchtafweergeschut en enkele machinegeweren. Verder had het schip drie vierloopse torpedobuizen, die torpedo's van 533 mm konden afvuren.

## Dienst
Als gevolg van de aanval op Pearl Harbor op 7 december 1941, voerdde het Paul Jones samen met een torpedobootjagerflottielje op 8 december naar Straat Lombok en patrouilleerde daar onder andere rondom Java.
Paul Jones participeerde op 27 februari 1942 aan de slag in de Javazee, waar het al vroeg moest terugtrekken door gebrekken aan ammunitie en brandstof. Het enige aandeel wat Paul Jones in de strijd had, was het afvuren van enkele torpedo's. De volgende dag was het een van de enige schepen die Nederlands-Indië wist te ontvluchten.
Van mei 1942 tot maart 1943 voerde Paul Jones escorte-taken uit tussen Californië en Pearl Harbor.
Tot eind 1944 escorteerde Paul Jones trans-Atlantische konvooien.

## Na dienst
In oktober 1945 werd Paul Jones ontmanteld en definitief aan wal gelegd. Op 5 oktober 1947 werd het schip verkocht voor schroot.